# Піпаркукас
Піперкакус, імбирне печиво, імбирне печиво, імбирне горіхове печиво, імбирний бісквіт — печиво зі смаком імбиру. Імбирні снепи ароматизовані порошковим імбиром і різними спеціями, найчастіше корицею, патокою і гвоздикою. Існує безліч рецептів. Стиль крихкого імбирного горіха є комерційною версією традиційних обтічників, які колись виготовлялися для ринкових ярмарків і тепер представлені лише корнуольськими обтічниками. 

## Глобальна термінологія
Піперкакус не слід плутати з пфеффернусом, який є різновидом імбирних пряників, дещо меншого діаметру, але товщих. У 2009 році імбирне печиво McVitie's було внесено до десятого найпопулярнішого печива у Великої Британії, яке можна замочувати в чаї.
Імбирні горіхи є найбільш продаваним печивом у Новій Зеландії, зазвичай пояснюючи його міцною текстурою, яка може витримувати замочування в рідині. Провідний виробник печива Griffin оцінює 60 мільйонів печива щороку. Це стало назвою книги «60 мільйонів імбирних горіхів», хроніки рекордів Нової Зеландії. В Австралії Arnott's Biscuits виробляє чотири різні регіональні сорти імбирного горіха, щоб задовольнити смаки людей у різних штатах.
У Канаді та Сполучених Штатах печиво зазвичай називають імбирним снепом. Крім того, це, як правило, кругле печиво, зазвичай між1⁄8 та 1⁄4 дюйма (3—6 мм) завтовшки, з помітними тріщинами на верхній поверхні. 

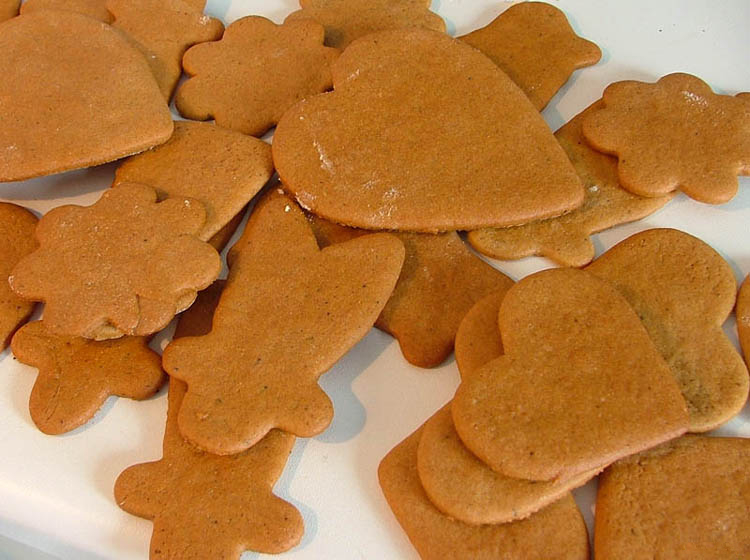
Північноєвропейський імбирний горіх

Північноєвропейські імбирні горіхи, які також називають імбирним хлібом або brunkage данською (буквально «коричневе печиво») pepparkakor по- шведськи piparkakut фінською, piparkūkas латиською, piparkoogid естонською та pepperkaker норвезькою (буквально «перечні коржі»), розгортаються досить тонко (часто менше 3 мм (0,12 дюйм), і нарізаються на форми; вони гладкі та зазвичай набагато тонші, а отже, більш хрусткі (і в деяких випадках із сильнішим смаком), ніж більшість світових сортів. Важливими інгредієнтами в них є гвоздика, кориця та кардамон, тому фактичний смак імбиру не помітний. Для приправи імбирного печива використовувалися духмяний перець і гвоздика.